# طحانوب
طحانوب إحدى قرى مركز شبين القناطر التابع لمحافظة القليوبية بجمهورية مصر العربية.

## التاريخ
قرية طحانوب من القرى القديمة، حيث وردت باسم «طحا» في أعمال الشرقية ضمن قرى الروك الصلاحي التي أحصاها ابن مماتي في كتاب قوانين الدواوين، كما وردت باسم «طحا نوب» من أعمال القليوبية ضمن قرى الروك الناصري التي أحصاها ابن الجيعان في كتاب «التحفة السنية بأسماء البلاد المصرية». وفي العصر العثماني ورد اسمها في التربيع العثماني الذي أجراه الوالي العثماني سليمان باشا الخادم في عصر السلطان العثماني سليمان القانوني ضمن قرى ولاية القليوبية، وفي تاريخ 1228هـ/1813م الذي عدّ قرى مصر بعد المسح الذي قام به محمد علي باشا باسم «طحانوب» ضمن قرى مديرية القليوبية.

## السكان
بلغ عدد سكان طحانوب 22,283 نسمة، حسب الإحصاء الرسمي لعام 2006.